# Friedrich W. Sixel
Friedrich W. Sixel (* 1934 in Wuppertal) ist ein deutscher Soziologe und emeritierter Professor für Soziologie der Queen’s University sowie Verfasser einiger wissenschaftlicher Werke.

## Werke (Auswahl)
- Understanding Marx (2). University Press of America 1995, ISBN 0-7618-0025-5.
- Crisis and Critique: On the Logic of Late Capitalism. Brill 1987, ISBN 90-04-08284-0.
- Nature in Our Culture: A Study in the Anthropology and the Sociology of Knowing. University Press of America 2001, ISBN 0-7618-2002-7.

## Publikationen
- Das bedingungslose Grundeinkommen – ein Weg zu einem zeitgemäßen Sozialismus, in: UTOPIE kreativ Heft 189/190 (Juli/August 2006), S. 640–647.
- Ist es nicht an der Zeit? Überlegungen zum Wissen als Kapital, in: UTOPIE kreativ Heft 199 (Mai 2007), S. 395–408.